# 库尔维耶尔
库尔维耶尔（法語：Courvières，法語發音：[kuʁvjɛʁ]）是法国杜省的一个市镇，属于蓬塔利耶区。

## 地理
库尔维耶尔（46°52'9"N, 6°6'33"E）面积10.94 平方千米，位于法国勃艮第-弗朗什-孔泰大區杜省，该省份为法国东部内陆省份，北起上索恩省，西接汝拉省，东部及东南部与瑞士接壤，东北部与贝尔福地区省接壤。
与库尔维耶尔接壤的市镇（或旧市镇、城区）包括：布雅耶、比耶迪富尔、桑索、屈维耶。

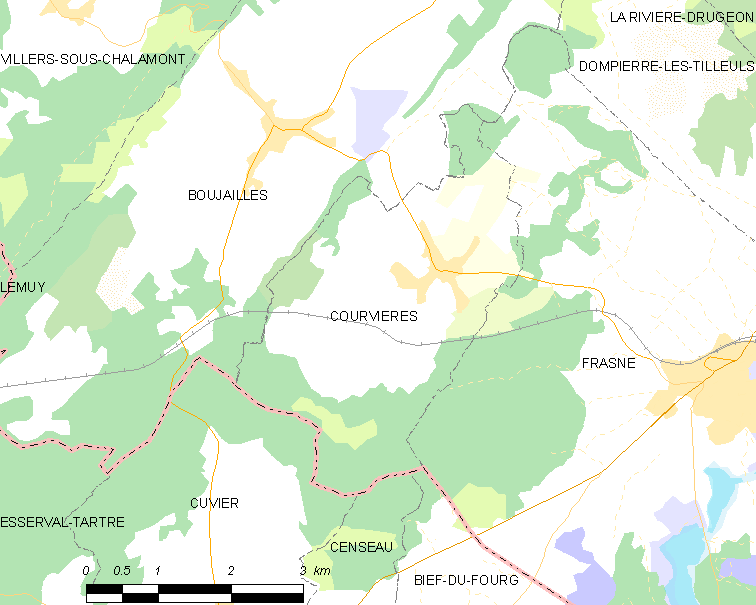
库尔维耶尔的OSM定位图

库尔维耶尔的时区为UTC+01:00、UTC+02:00（夏令时）。

## 行政
库尔维耶尔的邮政编码为25560，INSEE市镇编码为25176。

## 政治
库尔维耶尔所属的省级选区为弗拉讷县。

## 人口

1962-2008年间库尔维耶尔人口变化图示

库尔维耶尔于2022年1月1日时的人口数量为319人。